# Frösjön (Långaryds socken, Småland)
Frösjön är en sjö i Hylte kommun i Småland och ingår i Nissans huvudavrinningsområde. Sjön är 6,2 meter djup, har en yta på 0,327 kvadratkilometer och är belägen 157 meter över havet. Vid provfiske har bland annat abborre, björkna, braxen och gädda fångats i sjön.

## Delavrinningsområde
Frösjön ingår i det delavrinningsområde (632768-135488) som SMHI kallar för Utloppet av 632765-135480. Medelhöjden är 170 meter över havet och ytan är 26,48 kvadratkilometer. Det finns inga avrinningsområden uppströms utan avrinningsområdet är högsta punkten. Träppjaån som avvattnar avrinningsområdet har biflödesordning 2, vilket innebär att vattnet flödar genom totalt 2 vattendrag innan det når havet efter 71 kilometer. Avrinningsområdet består mestadels av skog (76 procent). Avrinningsområdet har 1,58 kvadratkilometer vattenytor vilket ger det en sjöprocent på 5,9 procent.

## Fisk
Vid provfiske har följande fisk fångats i sjön:
- Abborre
- Björkna
- Braxen
- Gädda
- Mört